# Монторіо-Романо
Монторіо-Романо (італ. Montorio Romano) — муніципалітет в Італії, у регіоні Лаціо,  метрополійне місто Рим-Столиця.
Монторіо-Романо розташоване на відстані близько 38 км на північний схід від Рима.
Населення — 2004 особи (2014).
Щорічний фестиваль відбувається 6 листопада. Покровитель — San Leonardo.

## Демографія
Населення за роками:

Станом на 1 січня 2023 року в муніципалітеті офіційно проживав 231 іноземець з 20 країн, серед них 81 громадянин країн Євросоюзу та 7 громадян України.

## Сусідні муніципалітети
- Монтефлавіо
- Монтелібретті
- Мориконе
- Нерола
- Скандрилья